# Vaasan Sport
Vaasan Sport (offiziell Hockey-Team Vaasan Sport Oy) ist ein finnischer Eishockeyverein aus Vaasa, der im Jahr 1939 gegründet wurde und in der Liiga spielt. Ihre Heimspiele absolviert die Mannschaft in der Vaasa Areena.

## Geschichte
Vaasan ist die finnische Genitivform des Namens der Stadt Vaasa, Sport ist ein Namensrelikt (wie Athletic, Fortuna, Racing usw.); also etwa „Sport von Vaasa“. Der Klub wurde 1939 als finnlandschwedischer Verein unter dem Namen IF Sport gegründet. IF ist die Abkürzung von schwedisch idrottsförening („Sportverein“). Vasa ist der schwedische Name der bis heute offiziell zweisprachigen Stadt.
Ursprünglich wurden verschiedene Sportarten betrieben, darunter Fußball. Erst 1962 wurde eine Eishockeyabteilung gegründet, die 1975 zu den Clubs gehörte, die die SM-liiga gründeten. Ein Jahr später stieg die Mannschaft aus dieser ab.

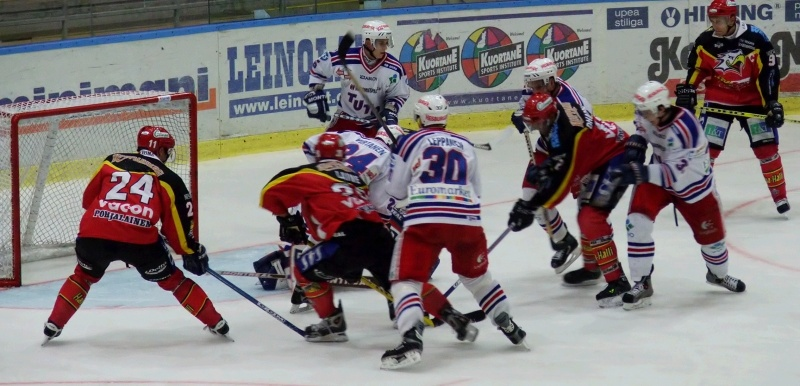
Vaasan Sport gegen TuTo, August 2005

Nach dem Abstieg nahm Vaasan Sport an der Division 1 teil, die damals die zweite Spielklasse darstellte. Am Ende der Saison 1991/92 folgte der Abstieg in die Division 2. In den folgenden Jahren versuchte der Verein, aus der dritten in die zweite Spielklasse aufzusteigen, was aber er 1997 gelang. Im entscheidenden Spiel erzielte Kari Teräväinen in der Verlängerung ein Tor gegen Kiekko-67 und realisierte damit den Aufstieg in die zweite Liga. 2000 wurde die zweite Spielklasse in Mestis umbenannt. 2002 wurde die erste Herrenmannschaft in eine Betreibergesellschaft, die HT Vaasan Sport Oy, ausgelagert.
2005 und 2006 gelang der Mannschaft die Vize-Meisterschaft der Mestis, 2007 belegte sie den dritten Platz. In der Saison 2008/09 der Mestis erreichte Vaasan Sport das Playoff-Finale, in dem das Team Jokipojat mit 3:1 besiegte und damit die Meisterschaft der Mestis erreichte. In der Liga-Qualifikation scheiterte Vaasan Sport nach sieben Spielen mit 3:4-Siegen an Ässät Pori.
2011 erreichte Vaasan Sport unter Antti Törmänen erneut die Meisterschaft der Mestis.

## Erfolge
- 2005 Vizemeister der Mestis
- 2006 Vizemeister der Mestis
- 2009 Meister der Mestis
- 2011 Meister der Mestis
- 2012 Meister der Mestis